# Dominator (album de WASP)
Pour les articles homonymes, voir Dominator.
Albums de WASP
The Neon God, Pt. 2: The Demise
(2004) Babylon
(2009)
Dominator est le treizième album studio du groupe de heavy metal WASP, sorti en 2007.

## Liste des titres
| No | Titre                            | Durée |
| -- | -------------------------------- | ----- |
| 1. | Mercy                            | 4:49  |
| 2. | Long, Long Way to Go             | 3:15  |
| 3. | Take Me Up                       | 4:33  |
| 4. | The Burning Man                  | 4:39  |
| 5. | Heaven's Hung in Black           | 7:14  |
| 6. | Heaven's Blessed                 | 5:22  |
| 7. | Teacher                          | 5:01  |
| 8. | Heaven’s Hung in Black (Reprise) | 3:13  |
| 9. | Deal With the Devil              | 5:17  |

## Composition du groupe
- Blackie Lawless : chant, guitare
- Doug Blair : guitare
- Mike Duda : basse
- Mike Dupke : batterie